# 伊丽莎白·达米
伊丽莎白·玛丽亚·达米（Elisabetta Maria Dami，1958年1月1日—）是一位意大利儿童读物作家，因创作《老鼠記者》中的謝利連摩·史提頓（Geronimo Stilton）一角而為人所知。